# 彼得羅巴甫利夫卡 (錫內利尼科韋區)

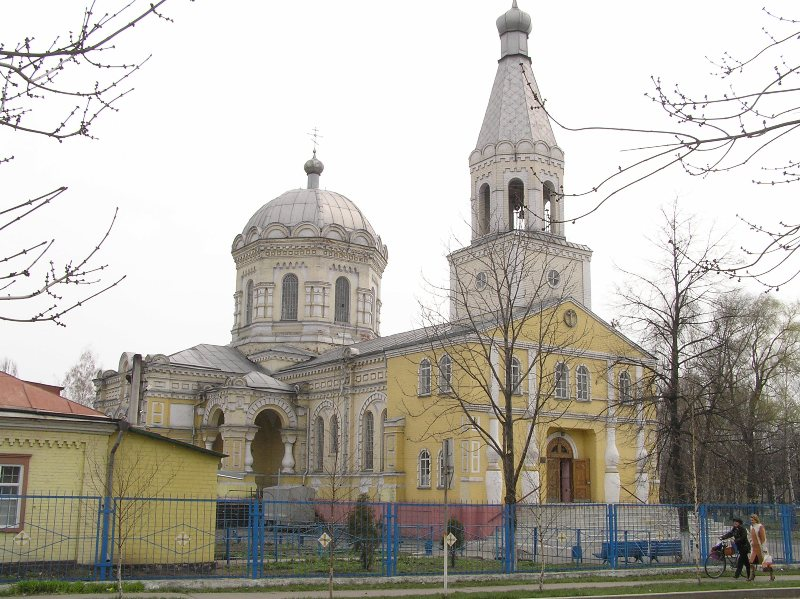
教堂

彼得罗巴甫利夫卡（羅馬化：Petropavlivka；又按俄语名译为彼得罗巴甫洛夫卡）是位於烏克蘭第聶伯羅彼得羅夫斯克州錫內利尼科韋區彼得羅巴甫利夫卡市鎮内的鎮及其行政中心。始建於1775年，面積8.11平方公里，海拔高度80米，2001年人口9,177，人口密度每平方公里1,132人。

## 備注
1. ↑  俄語：